# 부림초등학교 (경남)
부림초등학교(富林初等學校)는 대한민국 경상남도 의령군 부림면에 있는 공립 초등학교이다. 바라는 인간상은 "몸과 마음이 건강하고 큰 꿈을 키우는 사람"이며, 교화는 연산홍, 교목은 히말라야시다이다.

## 학교 연혁
- 1921.04.25 신반공립보통학교 개교
- 1941.04.01 부림공립국민학교 개칭
- 1999.03.01 입산분교장 통폐합
- 2016.09.01 제 37대 박태정 교장 취임
- 2018.02.20 제 92회 졸업(졸업생 총수 : 9183명)
- 2018.03.01 봉수분교장 편입

## 참고 자료
- 부림초등학교 - 한국교육학술정보원 학교알리미